# Alberto Albertini (giornalista)
Alberto Albertini (Ancona, 1º aprile 1879 – Napoli, 15 gennaio 1954) è stato un giornalista e scrittore italiano.

## Biografia

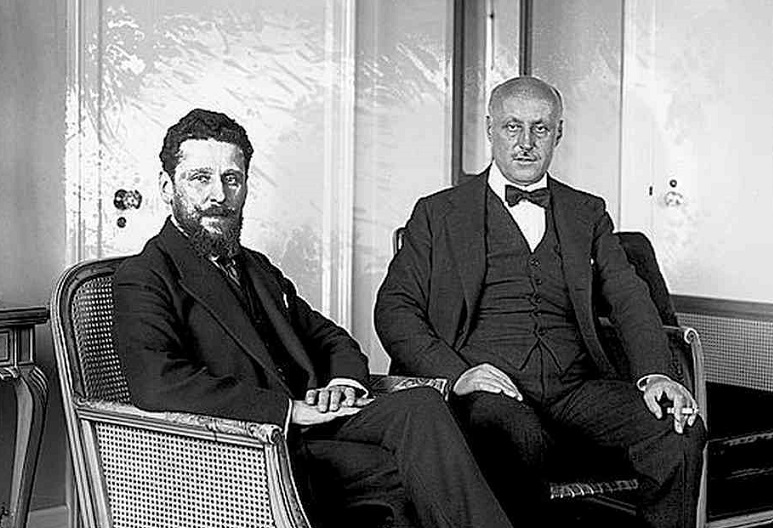
Da sinistra, Alberto e Luigi Albertini

Entrato giovanissimo al Corriere della Sera nel 1898, tutta la sua carriera giornalistica si svolse nel quotidiano milanese, diretto dal fratello Luigi a partire dal 1900. Nell'ottobre 1921 il fratello fu delegato a rappresentare il governo italiano alla conferenza per il disarmo navale a Washington e Alberto salì alla direzione del quotidiano. Insieme al fratello lasciò la direzione nel 1925, non più compatibile con il fascismo ormai divenuto regime.
Negli anni del regime, i suoi palesi sentimenti antifascisti lo emarginarono dalla vita letteraria italiana. Ebbe invece stimatori all'estero: Franz Werfel, autore del celebre I quaranta giorni del Mussa Dagh e Stefan Zweig, scrittore e poeta, autore di importanti biografie, ambedue avversati dal nazismo, apprezzarono il suo spirito liberale piegato dalle vicende italiane.
Fra le sue opere di saggista e narratore si distinguono: Vita di Creso nella quale sono esaltate le qualità spirituali dell'individuo sulla mera ricchezza; Vita di Luigi Albertini biografia del fratello che ricostruisce puntualmente l'ambiente giornalistico nei primi anni del Novecento; il romanzo Senza fine in cui si descrive la crescita di una vocazione letteraria che emerge lentamente dalla solitudine, e la difesa dei valori autentici dalla volgarità e l'irrazionalismo dei nuovi tempi.
Morì a Napoli nel 1954. Fu sepolto a Colleretto Parella (oggi Colleretto Giacosa) accanto al fratello Luigi e al suocero Giuseppe Giacosa.

## Opere
- Due anni, Verona, Officinae Bodoni, 1934.
- Creso, Milano, Mondadori, 1937.
- Vita di Luigi Albertini, Milano, Mondadori, 1945.
- Senza fine, Milano, Mondadori, 1946.
- La fede di un aspirante alla fede, Milano, Edizioni di Comunità, 1950.
- Franco Monteleone (a cura di), Tra epoche opposte. Diario caprese, 1943-1944, Capri, La Conchiglia, 2007, ISBN 978-88-6091-005-9.